# Enrique IV (Pirandello)
Enrique IV (Enrico IV, en italiano) es una comedia en tres actos escrita por el italiano Luigi Pirandello en 1921, y representada por primera vez en el Teatro Manzoni de Milán el 24 de febrero de 1922. 
Es considerada la obra maestra de Pirandello, junto con Seis personajes en busca de autor. Constituye un estudio sobre el significado de la locura, al mismo tiempo que sobre el tema, muy querido a su autor, de la relación, compleja y finalmente inextricable, entre personaje y persona, ficción y realidad. 

## Trama
El protagonista, como consecuencia de una enfermedad, cree ser Enrique IV, el monarca germano, y el resto de los personajes le siguen la corriente. Después de doce años recupera la cordura pero opta por fingir no haberla recobrado. Finalmente, el protagonista queda encerrado en sí detrás de la máscara del alemán, llevando una vida que representa un engaño.

## Representaciones en España
La obra fue representada en el Teatro Español de Madrid y en el Teatro Griego de Barcelona en 1958, con dirección de José Tamayo e interpretación de Carlos Lemos, Elisa Montes, José Rubio, Miguel Ángel, Fernando Guillén, Avelino Cánovas e Irene López Heredia.
TVE ofreció una adaptación de Alberto González Vergel, con dirección y realización suyas y con actuación de José María Prada, Juan Diego, Paloma Valdés, Antonio Medina y Carlos Mendy; se emitió el 24 de octubre de 1967. 